# Alan Grafite
Alan Sebastião Alexandre (sinh ngày 8 tháng 2 năm 1998), hay còn gọi đơn giản là Alan Grafite, là một cầu thủ bóng đá người Brazil hiện đang thi đấu ở vị trí tiền đạo cho câu lạc bộ Công an Hà Nội tại V.League 1.

## Thống kê sự nghiệp
Tính đến 26 tháng 6 năm 2021
| Câu lạc bộ          | Mùa giải            | Giải đấu            | Giải đấu | Giải đấu | Hạng Quốc gia | Hạng Quốc gia | Cúp  | Cúp | Châu lục | Châu lục | Khác | Khác | Tổng cộng | Tổng cộng |
| Câu lạc bộ          | Mùa giải            | Hạng đấu            | Trận     | Bàn      | Trận          | Bàn           | Trận | Bàn | Trận     | Bàn      | Trận | Bàn  | Trận      | Bàn       |
| ------------------- | ------------------- | ------------------- | -------- | -------- | ------------- | ------------- | ---- | --- | -------- | -------- | ---- | ---- | --------- | --------- |
| Criciúma            | 2017                | Série B             | 0        | 0        | 0             | 0             | 0    | 0   | —        | —        | 2    | 0    | 2         | 0         |
| Chapecoense         | 2017                | Série A             | 0        | 0        | 0             | 0             | 0    | 0   | —        | —        | 0    | 0    | 0         | 0         |
| Chapecoense         | 2018                | Série A             | 0        | 0        | 0             | 0             | 0    | 0   | —        | —        | —    | —    | 0         | 0         |
| Chapecoense         | 2019                | Série A             | 0        | 0        | 3             | 0             | 0    | 0   | —        | —        | —    | —    | 3         | 0         |
| Chapecoense         | 2020                | Série B             | 4        | 1        | 7             | 0             | 0    | 0   | —        | —        | —    | —    | 11        | 1         |
| Toledo              | 2019                | Paranaense          | —        | —        | 2             | 0             | —    | —   | —        | —        | —    | —    | 2         | 0         |
| Concórdia           | 2020                | Catarinense         | —        | —        | —             | —             | —    | —   | —        | —        | 3    | 0    | 3         | 0         |
| Concórdia           | 2021                | Catarinense         | —        | —        | 10            | 4             | —    | —   | —        | —        | —    | —    | 10        | 4         |
| Vila Nova           | 2021                | Série B             | 2        | 0        | —             | —             | —    | —   | —        | —        | —    | —    | 2         | 0         |
| Tổng cộng sự nghiệp | Tổng cộng sự nghiệp | Tổng cộng sự nghiệp | 6        | 1        | 22            | 4             | 0    | 0   | 0        | 0        | 5    | 0    | 33        | 5         |

1. ↑  Primeira Liga
2. ↑  Copa Santa Catarina

## Danh hiệu
Chapecoense
- Campeonato Catarinense: 2020
- Campeonato Brasileiro Série B: 2020

Công an Hà Nội
- Cúp Quốc gia: 2024–25
- Siêu cúp Quốc gia: 2025